# Annie Fischer
Annie Fischer (ur. 5 lipca 1914 w Budapeszcie, zm. 11 kwietnia 1995 tamże) – węgierska pianistka.

## Życiorys
Po raz pierwszy wystąpiła publicznie w wieku 8 lat, wykonując I koncert fortepianowy Ludwiga van Beethovena. Ukończyła studia na Akademii Muzycznej im. Ferenca Liszta w Budapeszcie, gdzie jej nauczycielami byli Ernő Dohnányi i Arnold Székely. Studia kontynuowała w Zurychu. W 1933 roku zdobyła pierwszą nagrodę na międzynarodowym konkursie pianistycznym im. Ferenca Liszta w Budapeszcie. W 1937 roku poślubiła pisarza i krytyka muzycznego Aladára Tótha. Ze względu na żydowskie pochodzenia męża w czasie II wojny światowej musiała emigrować. Lata 1941–1946 spędziła na emigracji w Szwecji, następnie wróciła na Węgry. Po wojnie koncertowała m.in. w Stanach Zjednoczonych i Kanadzie (1961) oraz Australii (1967). Była cenioną wykonawczynią utworów Beethovena, Schumanna, Liszta i Bartóka. Trzykrotna laureatka nagrody im. Kossutha (1949, 1955, 1965).
Niechętnie podchodziła do rejestracji nagrań w studio, preferując wykonania koncertowe. Od 1977 roku przez kilka lat dokonała dla wytwórni Hungaroton nagrań studyjnych wszystkich sonat fortepianowych Ludwiga van Beethovena, jednak nastawiona krytycznie do tego przedsięwzięcia nie zezwoliła na ich publikację i zostały one wydane na płytach dopiero po śmierci artystki.